# Fengpu, Fujian
Fengpu är en socken i sydöstra Kina. Den ligger i Gutian härad i staden Ningde i provinsen Fujian, omkring 87 kilometer nordväst om provinshuvudstaden Fuzhou. Antalet invånare är 13 030. Befolkningen består av 6 251 kvinnor och 6 779 män. Barn under 15 år utgör 13,0 %, vuxna 15-64 år 77 %, och äldre över 65 år 9,0 %.